# Orges Shehi
Orges Shehi (Durrës, 1977. szeptember 25. –) albán válogatott labdarúgókapus, a Skënderbeu Korçë játékosa.
Az albán válogatott tagjaként részt vett a 2016-os Európa-bajnokságon.

## Sikerei, díjai
Teuta Durrës
- Albán kupa (1): 1999–00

Besa Kavajë
- Albán kupa (1): 2009–10

Skënderbeu Korçë
- Albán bajnok (6): 2010–11, 2011–12, 2012–13, 2013–14, 2014–15, 2015–16
- Albán szuperkupa (2): 2013, 2014